# Cos de poliglucosà

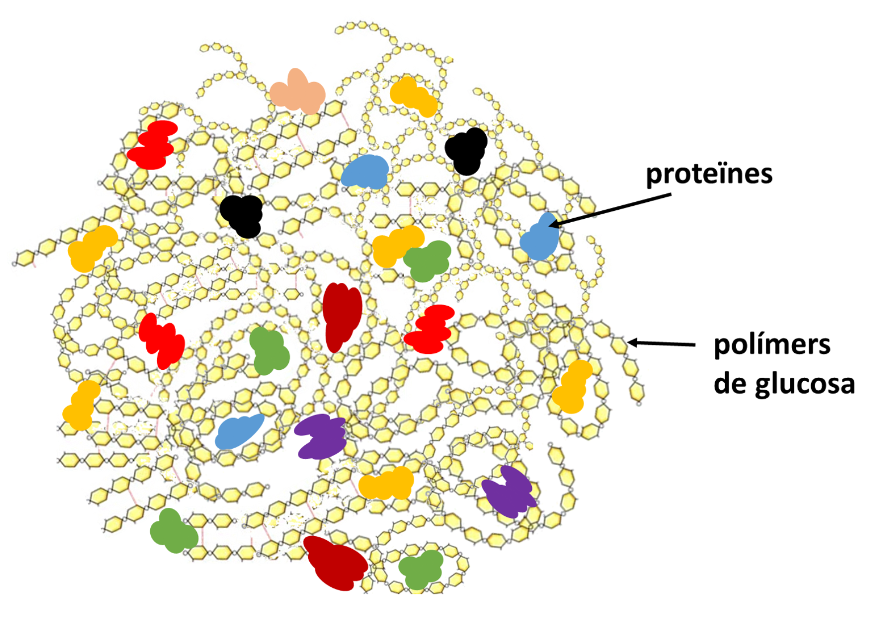
Cos de poliglucosà amb polímers de glucosa i proteïnes associades

Els cossos de poliglucosà (en anglès: polyglucosan bodies) són agrupacions anormals de polisacàrids constituïts principalment per polímers de glucosa. Els polisacàrids dels cossos de poliglucosà s'assemblen molt al glicogen, enllaçant-se les molècules de glucosa entre elles mitjançant enllaços α-1,4-glicosídics i ramificant-se les cadenes gràcies a enllaços α-1,6-glicosídics. En els cossos de poliglucosà, però, les cadenes es troben menys ramificades i més fosforilades que en el glicogen. Igual que les molècules de glicogen, els cossos de poliglucosà es tenyeixen amb la tinció de PAS.
S'han observat cossos de poliglucosà en el sistema nerviós central però també en podem trobar en altres zones del cos, com al cor o al fetge. Els cossos de poliglucosà augmenten en nombre amb l'envelliment i també en pacients que pateixen certes malalties, moltes d’elles relacionades amb processos de neurodegeneració.
En les diferents situacions o malalties, s'han observat diferents tipus de cossos de poliglucosà, que si bé tenen en comú el fet d'estar constituïts per agregats anòmals de polímers de glucosa, presenten alguns trets característics, que permet diferenciar-los.

## Tipus de cossos de poliglucosà

### Cossos amilacis

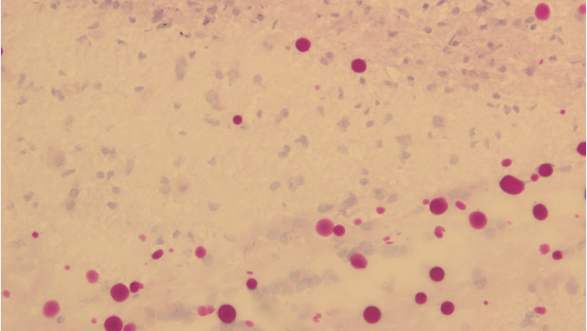
CA presents en una secció d'hipocamp de cervell humà. Tinció de PAS.

Els cossos amilacis o Corpora Amylacea (CA) són estructures glicoproteiques que van ser descrites per primera vegada per Purkinje a un congrés a Praga l’any 1937. Normalment tenen forma esfèrica i la seva mida oscil·la entre 2 i 20 µm de diàmetre. Anàlisis bioquímics han permès determinar que tenen una composició de 88% de polímers de glucosa, 5% de proteïnes i 3% de fosfats. Es desconeix encara què formaria el 4% restant.
En les persones d'edat avançada s'han localitzat CA pràcticament a totes les regions del sistema nerviós central, però especialment en certes zones. En el cervell, els CA es troben congregats principalment a l’hipocamp i en zones properes a les parets dels ventricles cerebrals, particularment sota el cos callós i al sostre del tercer i quart ventricle, i també se’n poden trobar a les zones properes a la piamàter. També se’n poden localitzar al parènquima cerebral, en les zones pròximes als vasos sanguinis.
Aquestes estructures s'acumulen amb l'envelliment al cervell humà. Apareixen també, i en més quantitat, al cervell de pacients que presenten malalties neurodegeneratives com la malaltia d’Alzheimer (Alzheimer’s disease, AD), la malaltia de Parkinson, la malaltia de Huntington o la malaltia de Pick, així com en pacients amb epilèpsia del lòbul temporal.

### Cossos de Lafora
Els cossos de Lafora són cossos de poliglucosà que es formen en malalts que presenten la malaltia de Lafora. Se solen acumular en diferents regions del sistema nerviós central com l'escorça cerebral, principalment a les capes III i V, el tàlem, la substància negra i els nuclis dentats, així com a la retina. Els cossos de Lafora cerebrals tenen origen neuronal. Alguns d'aquests cossos presenten un diàmetre d’uns 1-5 µm aproximadament, tenen una morfologia elongada i es localitzen a les dendrites i a les neurites corticals, mentre que d'altres cossos de Lafora que oscil·len entre els 10 i 30 µm es troben en els somes neuronals. En diferenciem de 3 tipus gràcies a la tinció de PAS. Els cossos tipus I, que són els més comuns, són granulars i vermells, els cossos tipus II presenten una zona perifèrica tenyida densament i els cossos de tipus III que són els menys comuns són homogèniament brillants i de color vermell. En la malaltia de Lafora també s'ha observat que es poden acumular alguns cossos en altres òrgans com ara el fetge, el múscul esquelètic, el cor i la pell, tot i que els que es troben en aquests teixits no presenten una morfologia arrodonida o esfèrica.
Els Cossos de Lafora contenen un 80-90% de glucosa, un 1,26% de fosfats i un 9% de contingut proteic i a més a més, es caracteritzen per ser PAS-positius. Anàlisis ultraestructurals mostren que estan formats per filaments de 8 a 12 nm de diàmetre i que a més a més es troben densament empaquetats i són insolubles. Es diferencien dels altres cossos de poliglucosà per la presència d’una regió central electrodensa i una altra, menys compacta, que l'envolta.

### Cossos de Bielschowsky
Els cossos de Bielschowsky són un tipus poc comú de cossos de poliglucosà. Es defineixen com a inclusions intraneuronals de forma corba i allargada generalment localitzats a les neurites i a la zona central de la neurona o soma neuronal. Les neurones que presenten aquestes estructures solen estar ubicades a la regió externa del globus pàl·lid, que es troba formant part de les regions subcorticals de l'encèfal. Tot i això, en alguns casos també s'han identificat cossos de Bielschowsky la zona interna del globus pàl·lid i en altres àrees del cervell humà, com a la substància negra, o el putamen.

### Grànuls PAS
Els grànuls PAS són un tipus de cossos de poliglucosà que es formen en el cervell dels ratolins. Reben aquest nom perquè es tenyeixen amb la tinció de PAS, i augmenten en nombre en el cervell d'aquests animals a mesura que aquests van envellint. No augmenten però amb igual rapidesa en tots els individus, ni tampoc apareixen en tots a la mateixa edat. Tenen preferència per determinades zones cerebrals, com per exemple l'hipocamp o algunes àrees corticals. Són estructures d'uns 3 micròmetres de diàmetre, de forma arrodonida o ovalada, i es congreguen en agrupacions d'uns 50 grànuls, ocupant un espai esfèric de 80 micròmetres de diàmetre. Aquestes agrupacions són causades perquè es formen en les digitacions dels astròcits, i cada agrupació de grànuls correspon al conjunt de grànuls que es forma en un determinat astròcit. Als grànuls PAS del cervell de ratolí també se’ls coneix com a corpora amylacea-like granules, a causa de la semblança amb els cossos amilacis presents en cervell humà.

### Cossos de la malaltia amb cossos de poliglucosà de l'adult
Els cossos de la malaltia amb cossos de poliglucosà de l'adult són cossos que es troben en el cervell de pacients amb aquesta malaltia i que són causats per una alteració del metabolisme de glicogen. Concretament, presenten una mutació al gen GBE1, que és el gen responsable de donar les instruccions adequades per produir l'enzim GBE1, responsable al seu temps de generar les ramificacions en la molècula de glucogen. La mutació d’aquest gen provoca una deficiència de l'enzim ramificador, que causa les molècules de glucogen anormals característiques d'aquesta malaltia.

## Malalties relacionades amb els cossos de poliglucosà
Tot i que alguns cossos de poliglucosà es relacionen amb l'envelliment, com és el cas dels cossos amilacis humans o els granuls PAS dels ratolins, la majoria dels cossos de poliglucosà es relacionen amb determinades malalties neurodegeneratives.
| Malalties                                     | Cossos relacionats                                         | Descripció |
| --------------------------------------------- | ---------------------------------------------------------- | --- |
| Malaltia amb cossos de poliglucosà de l'adult | Cossos de la malaltia amb cossos de poliglucosà de l'adult | L’adult polyglucosan body disease o APBD és una malaltia que afecta el sistema nerviós de diferents maneres. És una malaltia rara, en la literatura mèdica s'han descrit menys de 100 casos i els primers símptomes poden ser detectats entre els 30 i els 60 anys. Qui la pateix, sol tenir problemes en la mobilitat de les extremitats inferiors, per la qual cosa caminar suposa una dificultat a causa de la neuropatia perifèrica i de l'espasticitat. No tenen una sensació completa de les seves cames i presenten debilitat muscular i rigidesa. Aquests malalts sovint tenen problemes en el control del flux de l’orina, a causa de lesió als nervis que controlen la funció de la bufeta (bufeta neurogènica). Un gran percentatge pateix també una demència, és a dir, la malaltia afecta física i psicològicament. La causa d’aquesta malaltia és la mutació del gen GBE1 en la majoria dels casos, en d'altres no se sap quin és el factor causant. La funció del gen GBE1 és donar les instruccions adequades per produir l'enzim ramificador de la producció de glucogen. La mutació d’aquest gen provoca una deficiència de l'enzim ramificador i causa molècules de glucogen anormals (cossos de poliglucosà). Es tracta d’una malaltia autosòmica recessiva, per la qual cosa és necessari heretar els dos gens mutats per patir-la. Cada progenitor ha de presentar almenys un al·lel mutat sense presentar símptomes. |
| Alzheimer                                     | CA                                                         | La malaltia d'Alzheimer és una malaltia neurodegenerativa que va ser descrita per Alois Alzheimer l'any 1906. |
| Parkinson                                     | CA                                                         | La malaltia de Parkinson és una malaltia neurodegenerativa d'origen desconegut que va ser descrita per James Parkinson l'any 1817. |
| Estat Marmoratus                              | Cossos de Bielschowsky                                     | L'estat marmoratus, també conegut com a síndrome de Vogt, és un tipus de paràlisi cerebral congènita associada a la presència anormal de fibres de mielina a les cèl·lules ganglionars. Entre les manifestacions més comunes d’aquesta alteració trobem totes aquelles relacionades amb els moviments anormals i involuntaris, com l’atetosi i la corea. En el cas de l'estat marmoratus fem referència a coreoatetosis, donat que en la majoria de casos, les trobem conjuntament. L’atetosi és una manifestació clínica de les malalties neurodegeneratives basat en l’alteració de la psicomotricitat que inclou moviments lents i involuntaris. Malgrat és poc freqüent, aquest estat està molt relacionat amb totes aquelles malalties que afecten els ganglis basals. De la mateixa manera, la corea també es deixa veure en malalties del sistema neurològic relacionades amb trastorns dels ganglis. En aquest cas parlem de moviments sobtats i violents que es produeixen de manera contínua. |
| Malaltia de Lafora                            | Cossos de Lafora                                           | La Malaltia de la Lafora es transmet com un tret autosòmic recessiu i està caracteritzada per la presència d'epilèpsia mioclònica progressiva i per una neurodegeneració. A més a més, presenta altres manifestacions neurològiques com atàxia, rigidesa, disàrtria i espasticitat. Aquesta malaltia va ser descoberta pel neurobiòleg Gonzalo Rodríguez Lafora mentre estudiava autòpsies de cervells de pacients que havien patit epilèpsia mioclònica abans dels 19 anys. Durant aquests estudis, va poder observar que les causants d'aquesta malaltia eren unes estructures esfèriques, les quals es van anomenar Cossos de Lafora. Al llarg del temps s'han identificat dos gens responsables que causen aquesta malaltia (EPM2A i EPM2B). L'EPM2A està format per 4 exons i codifica una proteïna de 331 aminoàcids denominada Laforina. Aquesta presenta la capacitat per desfosforilar l'amilopectina i el glucogen. L'EPM2B, d'altra banda, únicament presenta un exó i codifica una proteïna de 395 aminoàcids, la qual s'anomena malina. Gràcies a les estratègies d'immunoprecipitació, experiments de co-localització i doble híbrid s'ha obtingut l'evidència que la laforina interacciona amb la malina i amb altres proteïnes que formen part dels complexos multiproteics associats a les partícules de glucogen intercel·lular considerant que la laforina està implicada en la regulació del metabolisme del glicogen. Actualment aquesta malaltia es detecta mitjançant biòpsies cutànies i estudis genètics, encara que la majoria de malalts moren abans dels 10 anys de l’aparició de la malaltia a causa de complicacions associades a la degeneració del sistema nerviós i a l'estat epilèptic en el que es troben. |